# 新巻 (市原市)
新巻（あらまき）は、千葉県市原市の三和地区にある大字。郵便番号は290-0212。

## 概要
市原市中央部の三和地区東部にある。長生郡長柄町との市町村境界付近にある丘陵地帯で、標高はほとんどの地域で100m以上と、市原市内ではかなり高い部類に入る。中央西寄りには僅かながらに住宅が点在している。

## 地理
北は大桶、東は長柄町刑部、南は宿、西は川在と接している。

## 世帯数と人口
2022年4月1日現在の世帯数と人口は以下の通りである。
| 町丁字 | 世帯数 | 人口  |
| ------ | ------ | ----- |
| 新巻   | 70世帯 | 133人 |

## 通学区域
市立小学校・市立中学校及び県立高等学校の通学区域は以下の通りである。
| 町丁字 | 番地 | 小学校             | 中学校             | 高等学校 |
| ------ | ---- | ------------------ | ------------------ | -------- |
| 新巻   | 全域 | 市原市立養老小学校 | 市原市立三和中学校 | 第9学区  |